# Stoke City F.C.
Stoke City Football Club (wym. [ˈstoʊk ˈsɪti]; do 1928 roku znany jako Stoke Football Club) – klub piłkarski z miasta Stoke-on-Trent w środkowo-zachodniej Anglii. Został założony w 1863 roku, a w 1925 roku zmienił nazwę na Stoke City. Powstał jako drugi klub piłkarski na świecie, zaraz po Notts County. Przydomkiem klubu jest The Potters, co w tłumaczeniu na język polski oznacza Garncarze.

## Historia

### Początki
Stoke City F.C. został założony w 1863 roku i jest najstarszym klubem w Premier League, a zarazem czwartym najstarszym z istniejących zespołem piłkarskim na świecie, po Sheffield, Hallam i Notts County. Stoke gra na stadionie Britannia Stadium, który miał 28 384 miejsc siedzących. Po segregacji miejsca zredukowane zostały do 27 598. Stadion został otwarty w 1997, przed tą datą Stoke grał na Victoria Ground, który został ich stadionem od 1878 roku. Przydomek klubu – The Potters (Garncarze) wziął się od przemysłu ceramicznego, znajdującego się w mieście. Ich strój, którym grają u siebie ma biało-czerwone paski na koszulce z białymi spodenkami i białymi getrami.

### Późniejszy okres
Najsłynniejszym zawodnikiem w historii klubu był sir Stanley Matthews.
Stoke City uważane jest za drugi najstarszy klub angielski w piłce nożnej, założony w 1863 roku pod nazwą Stoke Ramblers, kiedy uczniowie Charterhouse School założyli klub piłkarski, podczas gdy pracowali w North Staffordshire Railway w Stoke-on-Trent.  Pierwszy udokumentowany mecz został rozegrany pięć lat później, w październiku 1868 r., przed 15 maja w Cricket Club Victoria Ground. Henry Almond, założyciel klubu był także kapitanem i zdobył pierwszego gola w historii klubu. W tym okresie grali w Victoria Cricket Ground, jednak przeszli do pobliskiej ziemi w Sweetings Field w 1875 roku, aby sprostać wymaganiom większej liczby kibiców.
W 1878 roku klub połączył się ze Stoke Victoria Cricket Club i powstał Stoke Football Club. Przenieśli się z poprzedniego miejsca, Sweetings Field, na ziemię Athletic Club, który wkrótce stał się znany jako Victoria Ground. To było w tym czasie, kiedy klub przyjął ich tradycyjny czerwono-biały strój w paski. W sierpniu 1885 roku klub przeszedł na zawodowstwo.
Stoke był jednym z dwunastu członków założycieli The Football League, gdy został wprowadzony w 1888 roku. klub walczył w pierwszych dwóch sezonach 1888/89 i 1889/90. W 1914 roku, gdy rozpoczęła się I wojna światowa, rozgrywki zostały zawieszone na cztery lata, aż w końcu wznowione w sierpniu 1919 roku.
W 1925 roku Stoke-on-Trent został przyznany "status miasta ", co doprowadziło  do zmiany nazwy klubu na Stoke City FC w 1928 roku.
W 1930 roku zadebiutował w klubie jeden z najsławniejszych piłkarzy Stanley Matthews. Matthews, który dorastał w Hanley, był praktykantem w klubie, po raz pierwszy wystąpił w marcu 1932 r., w meczu przeciwko Bury, w wieku 17 lat. Do końca dekady Matthews wykazał się jako reprezentant Anglii i jako jeden z najlepszych piłkarzy swojego pokolenia. Stoke osiągnął awans z 2. dywizji- jako mistrzowie – Matthews wystąpił jednak tylko w piętnastu meczach w tym sezonie.
W 1934 r. średnia frekwencja kibiców na meczach wzrosła do ponad 23 000, co z kolei pozwoliło menadżerowi Tomowi Mather zwiększyć  fundusze na transfery. To właśnie w tym okresie zanotowano największą wygraną Stoke w lidze, 10:3 zwycięstwo nad West Bromwich Albion w lutym 1937 roku. W kwietniu tego roku klub osiągnął swój rekord ligi jeśli chodzi o liczbę kibiców na meczu – 51 373 na Arsenal. 33 gole Freddiego Steele’a w lidze w sezonie 1936–37 pozostają rekordem klubu.
W dniu 9 marca 1946 roku doszło do tragedii, w której zmarło 33 osoby, a 520 fanów zostało rannych, podczas meczu FA Cup z Boltonem. W sezonie 1952/53 Stoke spadło do drugiego poziomu rozgrywek. Bob McGory zrezygnował z funkcji trenera po 17 latach. Jego następcą został Frank Taylor, który ponownie chciał wprowadzić drużynę do pierwszej ligi. Po siedmiu meczach bez zwycięstwa Taylor został zwolniony.
W czerwcu 1960 roku drużynę objął Tony Waddington. Nowy trener poprowadził klub na szczyt angielskich boisk.
Pod jego wodzą klub zdobył w 1972 Puchar Ligi, pokonując w finale Chelsea 2:1.
W marcu 1977 roku po porażce z Leicester City Waddington opuścił drużynę.
W roku 1977 Stoke spadło z najwyższej klasy rozgrywkowej, jednak po roku przerwy zespół ponownie uzyskał awans.
W sezonie 1984/85 klub przez cały sezon odniósł zaledwie trzy ligowe zwycięstwa.
Klub zdobył Puchar League Trophy dwukrotnie, najpierw w 1992, a następnie w 2000 roku.

### Powrót do czołówki

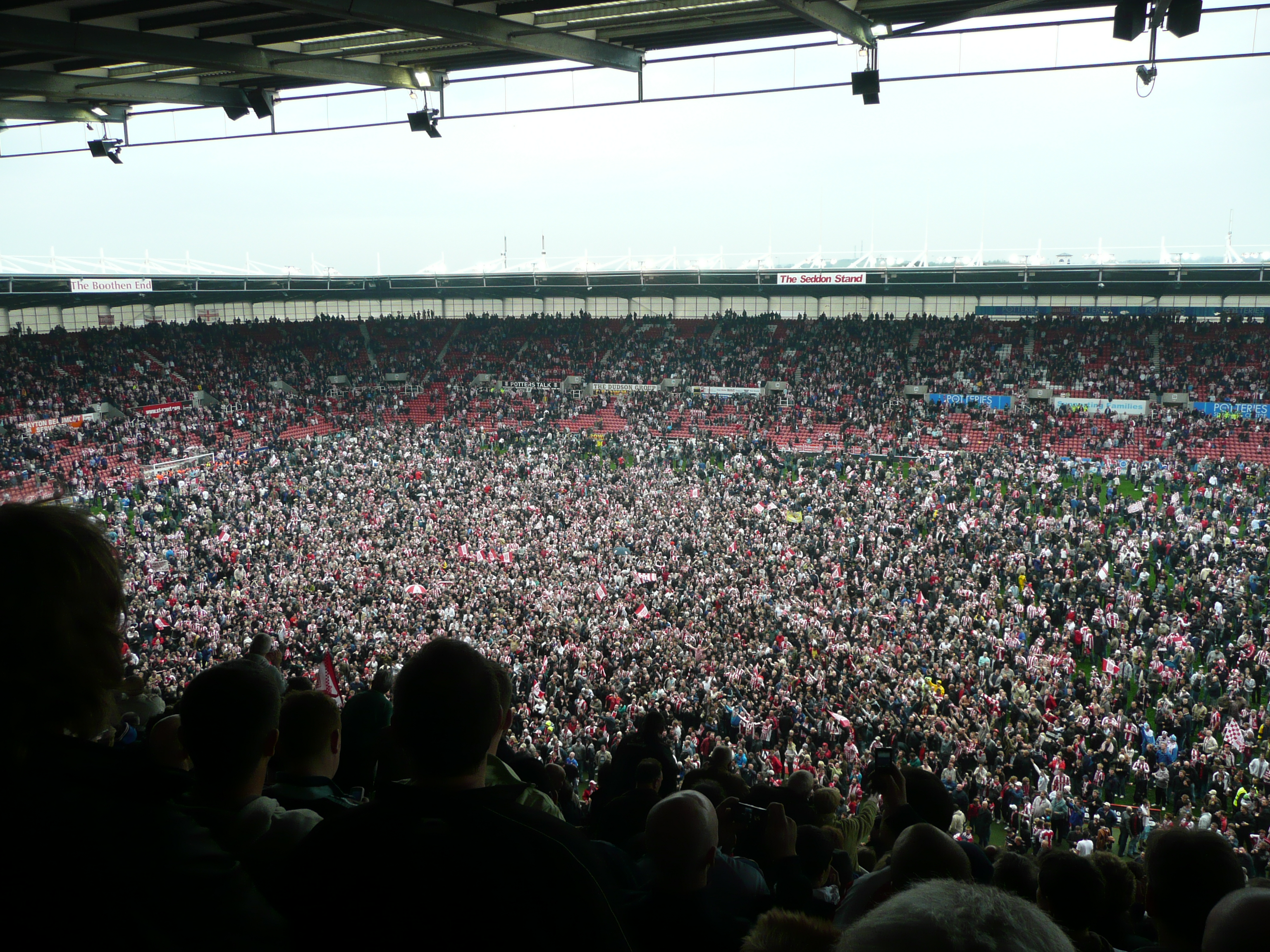
Fani Stoke po awansie do Premier League – 2008 rok.

W ostatnim dniu sezonu 2007-2008 Stoke wywalczyło ponowny awans do Premier League, zajmując drugie miejsce w Championship. Po powrocie do najwyższej klasy rozgrywkowej The Potters zajęli 12. miejsce w ligowej tabeli, z dorobkiem 45 punktów. W kolejnym sezonie klub po raz pierwszy od 1972 roku awansował do ćwierćfinału Pucharu Anglii, pokonując min: Arsenal i Manchester City. Zwycięstwo 3-0 nad West Bromwich Albion podczas kampanii 2010-2011 było najwyższą wygraną klubu w historii Premier League. Pod wodzą Pulisa klub zagrał w finale Pucharu Anglii, jednak tam ulegli Manchesterowi City 1-0. Finał pozwolił klubowi na awans do rundy kwalifikacyjnej Ligi Europejskiej w następnym sezonie. 23 maja 2013 roku Pulis za porozumieniem stron opuścił Stoke, a jego następcą został Mark Hughes. Nowy trener odmienił grę drużyny i poprowadził ją do najwyższej lokaty The Potters w Premier League, bowiem zajęli oni 9. miejsce w sezonie 2013/14. W sezonie 2014/15 ponownie zajęli tę samą lokatę, z dorobkiem 54 punktów. Warto dodać, że The Potters odnieśli kilka zwycięstw z drużynami z czołówki. Latem 2015 roku klub wydał sporo pieniędzy na transfery. W tym czasie kontrakt z zespołem podpisał Xherdan Shaqiri, który kosztował 12 mln funtów, Joselu, czy zakupiony w styczniu Giannelli Imbula, za którego zapłacono rekordową sumę – około 20 mln funtów.

## Stadiony

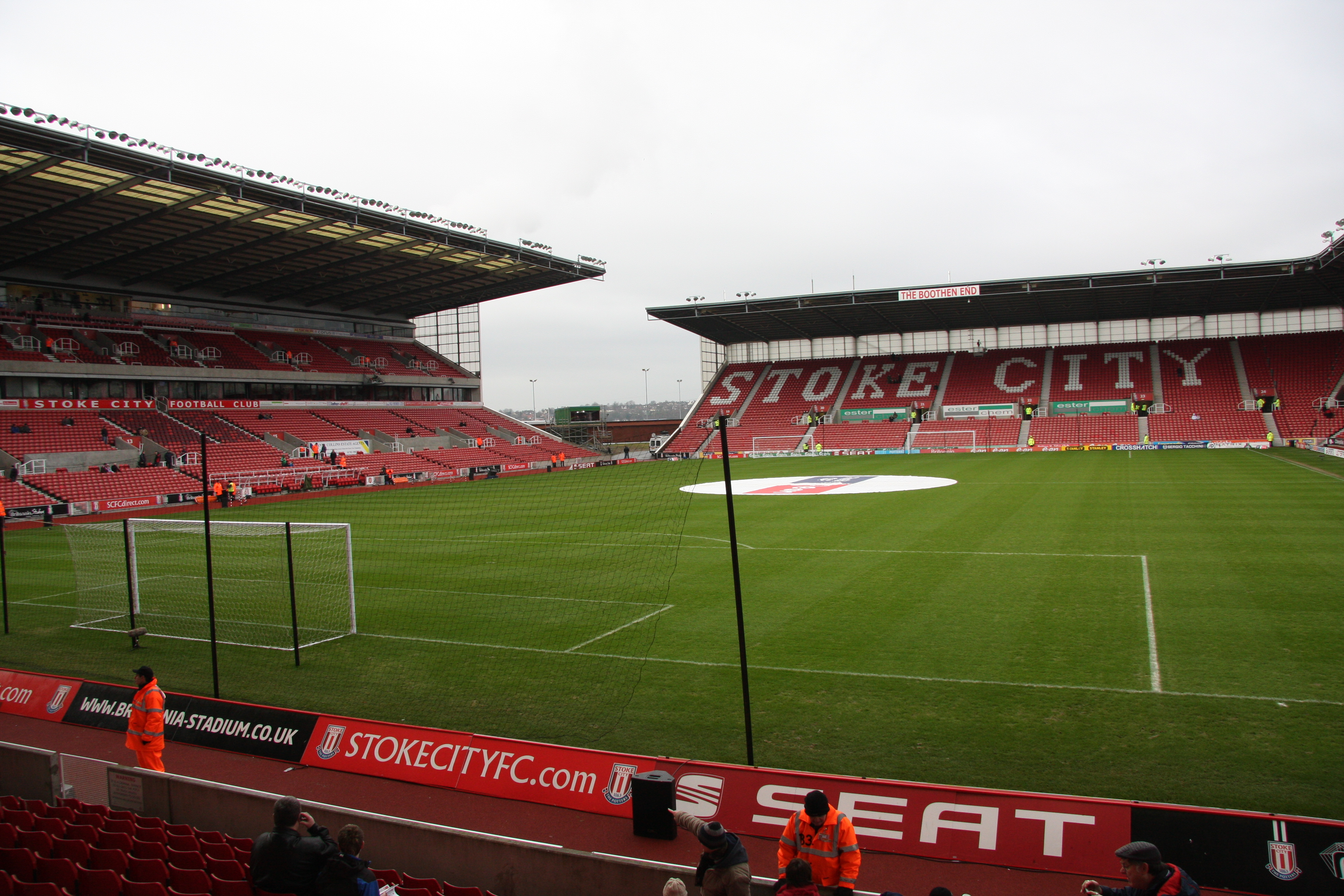
Britannia Stadium.

W 1875 roku Stoke przeniósł się na Sweetings Field. W styczniu 1878 roku klub przeniósł się na Stoke Victoria Ground. Pierwszy mecz na nowym stadionie rozegrano 28 marca 1878 roku z Talke Rangers. Wówczas mecz oglądało 2500 fanów. Do 1935 roku na stadionie mogło przebywać 50 000 widzów. 29 marca 1937 roku podczas meczu ligowego z Arsenalem odnotowano ponad 51 000 widzów na stadionie. W 1956 r. zostały zainstalowane reflektory. W 1997 r. klub opuścił Victoria Ground po 119 latach i przeniósł się na nowy obiekt Britannia Stadium. W 2002 roku odnotowano rekordową frekwencję podczas meczu FA Cup z Evertonem.

## Kibice i rywale
Klub ma wiele fanów w Stoke-on-Trent. Stoke w przeszłości miało problemy z chuligaństwem, a zwłaszcza w latach 70, 80, 90 i na początku XXI wieku. W 2003 roku BBC opisało fanów Stoke jako jedną z najbardziej aktywnych i chuligańskich firm w Anglii. Kibice Stoke są uważani za jednych z najbardziej wspierających swoją drużynę w Anglii. Klub z szacunku do swoich fanów zaoferował bezpłatne przejazdy autobusem na każdy mecz ligowy w sezonie 2013-14 i 2014-15. Oficjalnym hymnem jest piosenka Będziemy z wami, która została odśpiewana po raz pierwszy w 1972 roku po triumfie w Pucharze Ligi Angielskiej.
Stoke rywalizuje z West Bromwich Albion i Wolverhampton Wanderers. Lokalnym rywalem jest drużyna Port Vale, z siedzibą w obszarze Burslem w Stoke-on-Trent. Stoke w tych meczach triumfowało 19 razy, a ekipa Port Vale piętnastokrotnie odnosiła zwycięstwo.

## Stroje i herb

### Stroje
Tradycyjnie Stoke swoje mecze rozgrywa w koszulkach w czerwono-białe pasy. Spodenki i getry w całości są koloru białego. Od 1891 do 1908 roku klub używał różnych wzorów i kolorów, kiedy to od 1908 roku na stałe zagościł kolor biały i czerwony.

### Herb
W przeszłości Stoke kilkakrotnie zmieniało herb. Na początku na koszulkach widniała sama litera „S”, która oznaczała nazwę klubu. W 2001 roku wprowadzono obecną wersję herbu, na którym widnieje przydomek zespołu, oraz data założenia klubu. W sezonie 2012/13 w ramach 150-lecia klubu na koszulkach pojawiła się wersja zmodernizowana herbu na którym pojawiła się widniała liczba 150, a pod spodem napis „Vis Unita Fortior”.

## Sponsorzy
| Lata      | Sponsor koszulek | Sponsor       |
| --------- | ---------------- | ------------- |
| 1974–1975 | Admiral          | Brak          |
| 1975–1980 | Umbro            |               |
| 1981–1985 | Ricoh            |               |
| 1985–1986 | Brak             |               |
| 1986–1987 | Hi-Tec           | Cristal Tiles |
| 1987–1989 | Admiral          |               |
| 1989–1990 | Scoreline        |               |

| Lata      | Sponsor koszulek | Sponsor       |
| --------- | ---------------- | ------------- |
| 1990–1991 | Matchwinner      | Fradley Homes |
| 1991–1993 | Ansells          |               |
| 1993–1995 | ASICS            | Carling       |
| 1995–1996 | Broxap           |               |
| 1996–1997 | ASICS            |               |
| 1997–2001 | Britannia        |               |
| 2001–2003 | Le Coq Sportif   |               |

| Lata      | Sponsor koszulek | Sponsor   |
| --------- | ---------------- | --------- |
| 2003–2007 | Puma             | Britannia |
| 2007–2010 | Le Coq Sportif   | Britannia |
| 2010–2012 | Adidas           | Britannia |
| 2012–2014 | Adidas           | Bet365    |
| 2014–2015 | Warrior          | Bet365    |
| 2015–     | New Balance      | Bet365    |

## Trenerzy
| Lata                             | Imię i nazwisko    | Uwagi                                    |
| -------------------------------- | ------------------ | ---------------------------------------- |
| sierpień 1874 – czerwiec 1883    | Thomas Slaney      |                                          |
| czerwiec 1883 – kwiecień 1884    | Walter Cox         |                                          |
| kwiecień 1884 – sierpień 1890    | Harry Lockett      |                                          |
| sierpień 1890 – styczeń 1892     | Joseph Bradshaw    |                                          |
| styczeń 1892 – maj 1895          | Arthur Reeves      |                                          |
| maj 1895 – wrzesień 1897         | Bill Rowley        |                                          |
| wrzesień 1897 – marzec 1908      | Horace Austerberry |                                          |
| maj 1908 – czerwiec 1914         | Alfred Barker      |                                          |
| czerwiec 1914 – kwiecień 1915    | Peter Hodge        | Pierwszy menedżer spoza Anglii           |
| kwiecień 1915 – luty 1919        | Joe Schofield      |                                          |
| luty 1919 – marzec 1923          | Arthur Shallcross  |                                          |
| marzec 1923 – kwiecień 1923      | John Rutherford    |                                          |
| październik 1923 – czerwiec 1935 | Tom Mather         |                                          |
| czerwiec 1935 – maj 1952         | Bob McGrory        |                                          |
| czerwiec 1952 – czerwiec 1960    | Frank Taylor       |                                          |
| czerwiec 1960 – marzec 1977      | Tony Waddington    |                                          |
| luty 1977 – styczeń 1978         | George Eastham     |                                          |
| styczeń 1978                     | Alan A’Court       |                                          |
| luty 1978 – czerwiec 1981        | Alan Durban        |                                          |
| czerwiec 1981 – grudzień 1983    | Richie Barker      |                                          |
| grudzień 1983 – kwiecień 1985    | Bill Asprey        |                                          |
| kwiecień 1985 – maj 1985         | Tony Lacey         |                                          |
| maj 1985 – listopad 1989         | Mick Mills         |                                          |
| listopad 1989 – luty 1991        | Alan Ball          |                                          |
| luty 1991 – maj 1991             | Graham Paddon      |                                          |
| maj 1991 – październik 1993      | Lou Macari         |                                          |
| listopad 1993 – wrzesień 1994    | Joe Jordan         |                                          |
| wrzesień 1994                    | Asa Hartford       |                                          |
| październik 1994 – lipiec 1997   | Lou Macari         |                                          |
| lipiec 1997 – styczeń 1998       | Chic Bates         |                                          |
| styczeń 1998 – kwiecień 1998     | Chris Kamara       |                                          |
| kwiecień 1998 – czerwiec 1998    | Alan Durban        |                                          |
| czerwiec 1998 – czerwiec 1999    | Brian Little       |                                          |
| czerwiec 1999 – listopad 1999    | Gary Megson        |                                          |
| listopad 1999 – maj 2002         | Guðjón Þórðarson   | Pierwszy menedżer spoza Wysp Brytyjskich |
| maj 2002 – październik 2002      | Steve Cotterill    |                                          |
| październik 2002 – listopad 2002 | Dave Kevan         |                                          |
| listopad 2002 – czerwiec 2005    | Tony Pulis         |                                          |
| czerwiec 2005 – maj 2006         | Johan Boskamp      |                                          |
| czerwiec 2006 – maj 2013         | Tony Pulis         |                                          |
| maj 2013 – styczeń 2018          | Mark Hughes        |                                          |

## Maskotka

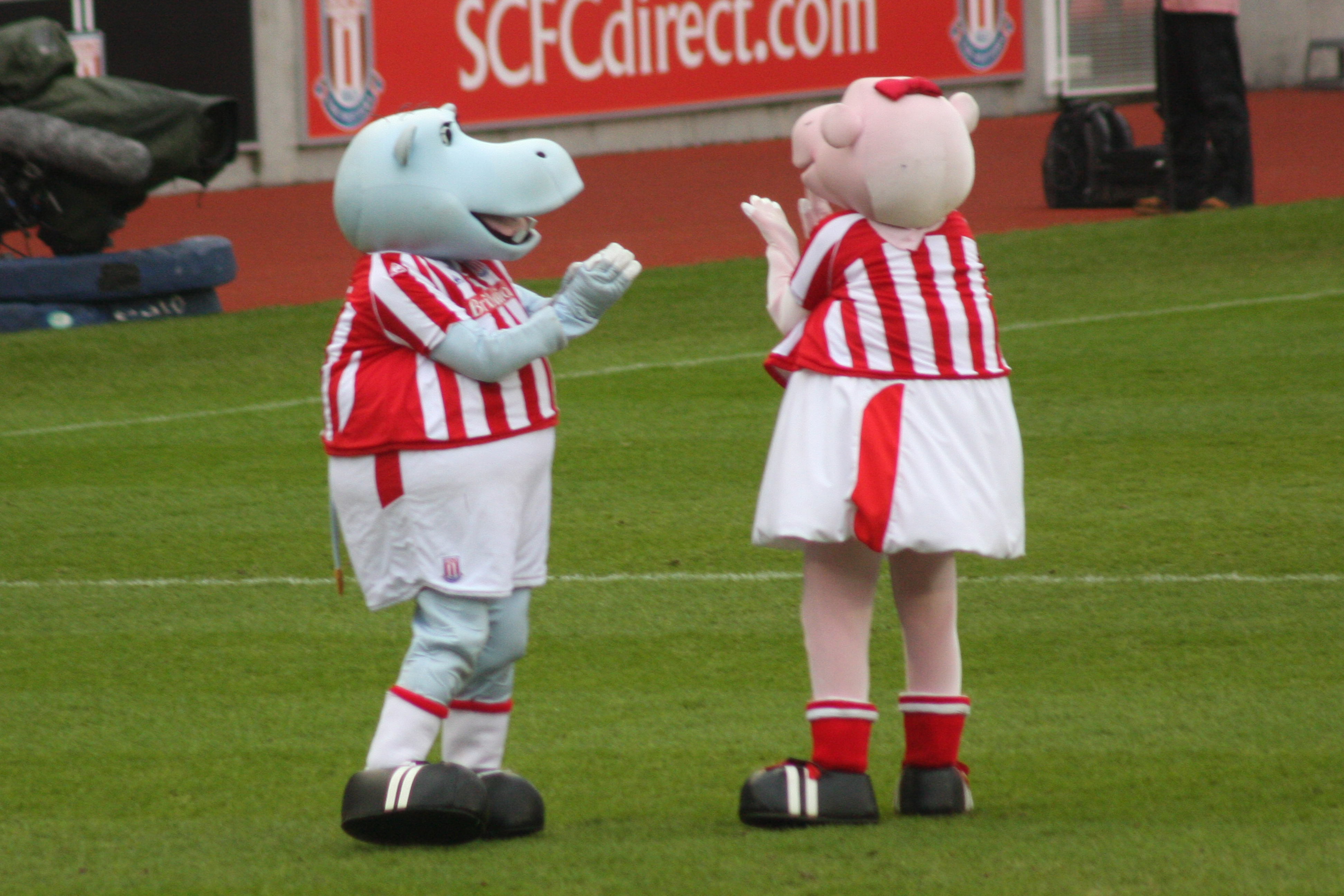
Pottermus

Pottermus jest maskotką drużyny Stoke City, która występuje na każdym meczu ligowym, na Britannia Stadium. Maskotka ta wzięła udział latem 2007 roku w Football Furlong Mascot Race – wyścigu maskotek i go zwyciężyła. Pottermus ma swoją żeńską odpowiedniczkę – Pottermiss, która pojawia się na ważniejszych meczach (w Premiership coraz częściej).

## Sukcesy
- Puchar Ligi Angielskiej: 1972
- Finalista Pucharu Anglii: 2011
- Football League Trophy: 1992, 2000

## Klubowe rekordy
- Najwyższa frekwencja: 28 218  vs Everton, 5 stycznia 2002
- Najwyższe zwycięstwo: 10:3 vs West Bromwich Albion, 1937
- Najwyższa porażka: 0:10 vs Preston North End, 1889

## Zawodnicy

### Obecny skład
Stan na 16 stycznia 2021
| Nr | Poz. | Piłkarz                                     |
| -- | ---- | ------------------------------------------- |
| 1  | BR   | Angus Gunn (wypożyczony z Southampton F.C.) |
| 3  | OB   | Morgan Fox                                  |
| 4  | PO   | Joe Allen                                   |
| 5  | OB   | Liam Lindsay                                |
| 6  | OB   | Danny Batth                                 |
| 7  | PO   | Tom Ince                                    |
| 9  | NA   | Sam Vokes                                   |
| 11 | PO   | James McClean                               |
| 12 | OB   | James Chester                               |
| 13 | PO   | John Obi Mikel                              |
| 14 | OB   | Tommy Smith                                 |
| 16 | BR   | Adam Davies                                 |
| 17 | OB   | Ryan Shawcross (kapitan)                    |
| 18 | NA   | Jacob Brown                                 |
| 19 | NA   | Lee Gregory                                 |
| 20 | PO   | Tashion Oakley-Boothe                       |
| 21 | NA   | Steven Fletcher                             |

| Nr | Poz. | Piłkarz                                                      |
| -- | ---- | ------------------------------------------------------------ |
| 22 | PO   | Sam Clucas                                                   |
| 23 | PO   | Thibaud Verlinden                                            |
| 24 | PO   | Jordan Cousins                                               |
| 25 | PO   | Nick Powell                                                  |
| 26 | NA   | Tyrese Campbell                                              |
| 29 | OB   | Moritz Bauer                                                 |
| 30 | OB   | Kevin Wimmer                                                 |
| 32 | BR   | Josef Bursik                                                 |
| 34 | PO   | Jordan Thompson                                              |
| 35 | OB   | Josh Tymon                                                   |
| 36 | OB   | Harry Souttar                                                |
| 37 | OB   | Nathan Collins                                               |
| 40 | BR   | Blondy Nna Noukeu                                            |
| 46 | OB   | Rhys Norrington-Davies (wypożyczony z Sheffield United F.C.) |
| 47 | NA   | Jack Clarke (wypożyczony z Tottenhamu Hotspur)               |
| 49 | NA   | Rabbi Matondo (wypożyczony z Schalke 04)                     |

### Piłkarze na wypożyczeniu
| Nr | Poz. | Piłkarz                                                      |
| -- | ---- | ------------------------------------------------------------ |
| 2  | OB   | Tom Edwards (w Fleetwood Town F.C. do końca sezonu 2020/21)  |
| 8  | PO   | Peter Etebo (w Galatasarayu Stambuł do końca sezonu 2020/21) |
| 10 | NA   | Benik Afobe (w Trabzonspor do końca sezonu 2020/21)          |
| 15 | OB   | Bruno Martins Indi (w AZ Alkmaar do końca sezonu 2020/21)    |

| Nr | Poz. | Piłkarz                                                            |
| -- | ---- | ------------------------------------------------------------------ |
| 27 | PO   | Babou Ndiaye (w Fatih Karagümrük SK do końca sezonu 2020/21)       |
| 33 | PO   | Lasse Sørensen (w Milton Keynes Dons F.C. do końca sezonu 2020/21) |
| 38 | PO   | Ryan Woods (w Millwall F.C. do końca sezonu 2020/21)               |

## Europejskie puchary
Legenda do wszystkich tabel:
- Q – runda eliminacyjna, 1/16, 1/8, 1/4, 1/2 – odpowiednia faza rozgrywek, Grupa – runda grupowa, 1r gr – pierwsza runda grupowa, 2r gr – druga runda grupowa, F – finał, R – runda, PO – play-off
- k. – rzuty karne, los. – losowanie, Dogr. – dogrywka, w. – zasada bramek strzelonych na wyjeździe

| Sezon   | Rozgrywki   | Runda   | Przeciwnik           | Dom | Wyjazd | Ogólnie    |
| ------- | ----------- | ------- | -------------------- | --- | ------ | ---------- |
| 1972/73 | Puchar UEFA | 1R      | 1. FC Kaiserslautern | 3–1 | 0–4    | 3–5        |
| 1974/75 | Puchar UEFA | 1R      | AFC Ajax             | 1–1 | 0–0    | 1–1, w.    |
| 2011/12 | Liga Europy | 3Q      | Hajduk Split         | 1–0 | 1–0    | 2–0        |
| 2011/12 | Liga Europy | PO      | FC Thun              | 4–1 | 1–0    | 5–1        |
| 2011/12 | Liga Europy | Grupa E | Beşiktaş JK          | 2–1 | 1–3    | 2. miejsce |
| 2011/12 | Liga Europy | Grupa E | Dynamo Kijów         | 1–1 | 1–1    | 2. miejsce |
| 2011/12 | Liga Europy | Grupa E | Maccabi Tel Awiw     | 3–0 | 2–1    | 2. miejsce |
| 2011/12 | Liga Europy | 1/16    | Valencia CF          | 0–1 | 0–1    | 0–2        |